# محوطه کوتیج
محوطه کتیج مربوط به دوره اشکانیان است و در شهرستان فنوج، بخش کتیج، دهستان کتیج؛ روستای کتیج واقع شده و این اثر در تاریخ ۷ مهر ۱۳۸۱ با شمارهٔ ثبت ۶۴۷۶ به‌عنوان یکی از آثار ملی ایران به ثبت رسیده است.